# Integració de funcions racionals
Una funció racional {\displaystyle f(x)} és una funció del tipus {\displaystyle f(x)={\frac {P(x)}{Q(x)}}}, on {\displaystyle P(x)} i {\displaystyle Q(x)} són dos polinomis.
Hi ha dos maneres de resoldre una integració de funcions racionals, si les integrals són immediates o quasi, les podrem calcular fàcilment com en el següents exemples:
{\displaystyle \int _{}^{}{\frac {4}{x-3}}dx=4\ln |x-3|+C}
{\displaystyle \int _{}^{}{\frac {6}{(x+2)^{4}}}dx=\int _{}^{}6(x+2)^{-4}dx=6\int _{}^{}(x+2)^{-4}dx={\frac {6(x+2)^{-3}}{-3}}={\frac {-2}{(x+2)^{3}}}+C}
Si les integrals no són immediates, s'utilitza el mètode de descomposició en fraccions simples. Amb l'objectiu de descompondre la funció racional en suma de funcions més senzilles, de tal forma que la integral original ara sigui una suma d'integrals immediates o quasi immediates.
En el cas què el grau del polinomi del numerador {\displaystyle P(x)} sigui més gran o igual que el del denominador {\displaystyle Q(x)}. Si dividim {\displaystyle P(x)} entre {\displaystyle Q(x)}, obtindrem un quocient {\displaystyle C(x)} i un residu {\displaystyle R(x)}
Per la propietrat fonamental de la divisió:
{\displaystyle P(x)=Q(x)\cdot C(x)+R(x)}
grau {\displaystyle R(x)} < grau {\displaystyle Q(x)}
Si dividim la expressió anterior entre {\displaystyle Q(x)}, obtenim:
{\displaystyle {\frac {P(x)}{Q(x)}}={\frac {Q(x)\cdot C(x)}{Q(x)}}+{\frac {R(x)}{Q(x)}}=C(x)+{\frac {R(x)}{Q(x)}}}
I amb això obtenim la següent integral:
{\displaystyle \int _{}^{}f(x)dx=\int _{}^{}{\frac {P(x)}{Q(x)}}dx=\int _{}^{}C(x)dx+\int _{}^{}{\frac {R(x)}{Q(x)}}dx}
La primera integral és immediata i la segona és una integral racional com l'anterior ja que el grau de {\displaystyle R(x)} és més petit que el grau de {\displaystyle Q(x)}.